# Le Premier Cri (film, 2007)
Pour les articles homonymes, voir Le Premier Cri.
Pour plus de détails, voir Fiche technique et Distribution.
Le Premier Cri est un documentaire français de Gilles de Maistre sorti en 2007.

## Synopsis
Le film suit la grossesse de dix femmes provenant de cultures différentes et vivant dans des pays distincts. Il permet ainsi de constater les diverses manières de concevoir et vivre la grossesse et la naissance.

## Fiche technique
- Titre original : Le Premier Cri
- Réalisation : Gilles de Maistre
- Scénario : Marie-Claire Javoy, sur une idée de Gilles de Maistre
  - Adaptation : Marie-Claire Javoy et Gilles de Maistre
- Musique : Armand Amar
  - Musiciens :
    - Deyan Pavlov (chef d'orchestre)
    - Pascal Pallisco (accordéon)
    - Dimitar Danchev (premier violon)
    - Henri Tournier (flûte)
    - Sandrine Piau (soprano)
- Direction et supervisation[Quoi ?] de la photographie : Thierry Deschamp
- Photographie : Romain Hamdane (Brésil), Martin Blanchard (Eclipses)
- Son : Emmanuel Guionet, Franck Desmoulins, François Groult
- Production exécutive : Stéphanie Schorter Champenier
- Production déléguée : Miguel Courtois
- Société de distribution : Walt Disney Studios Motion Pictures France
- Pays d'origine :  France
- Dates de sortie :
  - France : 31 octobre 2007
  - Belgique : 26 mars 2008

## Les dix naissances
- États-Unis  : Vanessa (32 ans)

Accouchement naturel à la maison, sans soins médicaux.
- Tanzanie : Kokoya (40 ans environ - femme Massaï)

Accouchement reclus dans sa hutte.
- Japon : Yukiko (31 ans)

Naissance à l'ancienne dans un univers moderne. 
- Vietnam : Le Tu Dung Hospital (vi) (plus grande maternité du monde)

Plus de 120 naissance chaque jour.
- France : Sandy (28 ans - danseuse de cabaret)

Continue de danser jusqu'au dernier mois de grossesse.
- Russie - Sibérie : Elisabeth (21 ans)

Naissance dans l'environnement glacial de moins 50 degrés.
- Mexique : Gaby (30 ans) et Pilar (32 ans)

Accouchement dans l'eau, au milieu des dauphins.
- Brésil : Majtonré (21 ans - femme Kayapo)

Accouchement debout en forêt d'Amazonie.
- Niger : Mané (25 ans - femme Touareg)

Naissance dans le désert.
- Inde : Sunita, (35 ans - Intouchable (dalit))

Naissances vivantes dans l'extrême pauvreté.